# HD 114783
HD 114783 – gwiazda zaliczana do typu pomarańczowy karzeł, położona w gwiazdozbiorze Panny. Jej jasność wynosi 7,56m, a więc nie jest widoczna gołym okiem.
W 2001 roku odkryto planetę HD 114783 b krążącą wokół tej gwiazdy.